# Płyta irańska

Płyta eurazjatycka zaznaczona na zielono

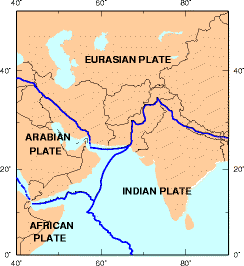
Granice głównych płyt tektonicznych w południowej Azji

Płyta irańska – niewielka płyta tektoniczna, położona w południowej Azji, uznawana za część większej płyty eurazjatyckiej. Obejmuje obszar Iranu, Iraku i Afganistanu.
Płyta irańska od północy graniczy z płytą eurazjatycką, od południowego wschodu z płytą indyjską, od południowego zachodu z płytą arabską i od zachodu z płytą anatolijską.